# Lijst van voetbalinterlands Equatoriaal-Guinea - Libië
Deze lijst van voetbalinterlands is een overzicht van alle officiële voetbalwedstrijden tussen de nationale teams van Equatoriaal-Guinea en Libië. De Afrikaanse landen speelden tot op heden zes keer tegen elkaar. De eerste ontmoeting, een groepswedstrijd tijdens de Afrika Cup 2012, werd gespeeld in Bata op 21 januari 2012. Het laatste duel, een kwalificatiewedstrijd voor de Afrika Cup 2023, vond plaats op 6 september 2023 in Benghazi.

## Wedstrijden
| № | Plaats   | Datum            | Competitie                           | Wedstrijd                  | Uitslag |
| - | -------- | ---------------- | ------------------------------------ | -------------------------- | ------- |
| 1 | Bata     | 21 januari 2012  | Afrika Cup 2012                      | Equatoriaal-Guinea – Libië | 1 – 0   |
| 2 | Tanger   | 15 januari 2018  | African Championship of Nations 2018 | Libië − Equatoriaal-Guinea | 3 − 0   |
| 3 | Caïro    | 11 november 2020 | Afrika Cup 2021 kwalificatie         | Libië − Equatoriaal-Guinea | 2 − 3   |
| 4 | Malabo   | 15 november 2020 | Afrika Cup 2021 kwalificatie         | Equatoriaal-Guinea − Libië | 1 − 0   |
| 5 | Malabo   | 6 juni 2022      | Afrika Cup 2023 kwalificatie         | Equatoriaal-Guinea − Libië | 2 − 0   |
| 6 | Benghazi | 6 september 2023 | Afrika Cup 2023 kwalificatie         | Libië − Equatoriaal-Guinea | 1 − 1   |

## Samenvatting
| Competitie                      | Totaal gespeeld | Winst Equat.-Guinea | Gelijk | Winst Libië | Doelsaldo Equat.-Guinea – Libië |
| ------------------------------- | --------------- | ------------------- | ------ | ----------- | ------------------------------- |
| Afrika Cup                      | 1               | 1                   | 0      | 0           | 1 − 0                           |
| Afrika Cup-kwalificatie         | 4               | 3                   | 1      | 0           | 7 − 3                           |
| African Championship of Nations | 1               | 0                   | 0      | 1           | 0 − 3                           |
| Totaal                          | 6               | 4                   | 1      | 1           | 8 − 6                           |

Wedstrijden bepaald door strafschoppen worden, in lijn met de FIFA, als een gelijkspel gerekend.

## Details

### Eerste ontmoeting
| Afrika Cup 2012 (Bata, Equatoriaal-Guinea, 21 januari 2012): |       |       |
| Equatoriaal-Guinea                                           | 1 – 0 | Libië |
| Javier Ángel Balboa 87'                                      | goals |       |

FEF · A-internationals · Selecties · Equatoriaal-Guinees vrouwenelftal
1970 – 1979 · 
1980 – 1989 · 
1990 – 1999 · 
2000 – 2009 · 
2010 – 2019 ·
2020 − 2029
1975 · 
1976 · 
1977 · 
1978 · 1979 · 1980 · 
1981 · 
1982 · 1983 · 
1984 · 
1985 · 
1986 · 
1987 · 
1988 · 
1989 · 
1990 · 
1991 · 1992 · 1993 · 1994 · 1995 · 1996 · 1997 · 
1998 · 
1999 · 
2000 · 
2001 · 
2002 · 
2003 · 
2004 · 
2004 · 
2005 · 
2006 · 
2007 · 
2008 · 
2009 · 
2010 · 
2011 · 
2012 · 
2013 · 
2014 · 
2015 · 
2016 · 
2017 ·
2018 ·
2019 ·
2020 ·
2021 ·
2022 ·
2023 ·
2024
Algerije ·
Andorra ·
Angola ·
Benin ·
Botswana ·
Burkina Faso ·
Cambodja ·
Centraal-Afrikaanse Republiek ·
Congo-Brazzaville ·
Congo-Kinshasa ·
Djibouti ·
Egypte ·
Estland ·
Gabon ·
Gambia ·
Ghana ·
Guinee ·
Guinee-Bissau ·
Ivoorkust ·
Kaapverdië ·
Kameroen ·
Kenia ·
Kosovo ·
Libanon ·
Liberia ·
Libië ·
Madagaskar ·
Malawi ·
Mali ·
Marokko ·
Mauritanië ·
Mauritius ·
Namibië ·
Niger ·
Nigeria ·
Rwanda ·
Saoedi-Arabië ·
Sao Tomé en Principe ·
Senegal ·
Sierra Leone ·
Soedan ·
Spanje ·
Tanzania ·
Togo ·
Tsjaad ·
Tunesië ·
Zambia ·
Zuid-Afrika ·
Zuid-Soedan
LFF · A-internationals · Bondscoaches · Libisch vrouwenelftal · Olympisch elftal
1960 – 1969 · 
1970 – 1979 · 
1980 – 1989 · 
1990 – 1999 · 
2000 – 2009 · 
2010 – 2019 ·
2020 − 2029
1964 · 
1965 · 
1966 · 
1967 · 
1968 · 
1969 · 
1970 · 
1971 · 
1972 · 
1973 · 
1974 · 
1975 · 
1976 · 
1977 · 
1978 · 
1979 · 
1980 · 
1981 · 
1982 · 
1983 · 
1984 · 
1985 · 
1986 · 
1987 · 
1988 · 
1989 · 
1990 · 
1991 · 
1992 · 
1993 · 
1994 · 
1995 · 
1996 · 
1997 · 
1998 · 
1999 · 
2000 · 
2001 · 
2002 · 
2003 · 
2004 · 
2005 · 
2006 · 
2007 · 
2008 · 
2009 · 
2010 · 
2011 · 
2012 · 
2013 ·
2014 ·
2015 ·
2016 ·
2017 ·
2018 ·
2019 ·
2020 ·
2021 ·
2022 ·
2023
Algerije ·
Angola ·
Argentinië ·
Bahrein ·
Benin ·
Botswana ·
Burkina Faso ·
Canada ·
Centraal-Afrikaanse Republiek ·
Comoren ·
Congo-Brazzaville ·
Congo-Kinshasa ·
Egypte ·
Equatoriaal-Guinea ·
Ethiopië ·
Gabon ·
Gambia ·
Ghana ·
Griekenland ·
Guinee ·
Indonesië ·
Irak ·
Iran ·
Ivoorkust ·
Jemen ·
Jordanië ·
Kaapverdië ·
Kameroen ·
Kazachstan ·
Kenia ·
Koeweit ·
Lesotho ·
Libanon ·
Liberia ·
Malawi ·
Maleisië ·
Mali ·
Malta ·
Marokko ·
Mauritanië ·
Mauritius ·
Mozambique ·
Myanmar ·
Namibië ·
Niger ·
Nigeria ·
Oeganda ·
Oekraïne ·
Oman ·
Palestina ·
Polen ·
Qatar ·
Rwanda ·
Sao Tomé en Principe ·
Saoedi-Arabië ·
Senegal ·
Seychellen ·
Soedan ·
Swaziland ·
Syrië ·
Tanzania ·
Thailand ·
Togo ·
Tsjaad ·
Tunesië ·
Turkije ·
Uruguay ·
Verenigde Arabische Emiraten ·
Wit-Rusland ·
Zambia ·
Zimbabwe ·
Zuid-Afrika ·
Zuid-Korea